# オーブリー・ボークラーク (第6代セント・オールバンズ公爵)
第6代セント・オールバンズ公爵オーブリー・ボークラーク（英語: Aubrey Beauclerk, 6th Duke of St Albans、1765年8月21日 – 1815年8月12日）は、イギリスの貴族。1787年から1802年までバーフォード伯爵の儀礼称号を使用した。

## 生涯
第5代セント・オールバンズ公爵オーブリー・ボークラークとキャサリン・ポンソンビー（1742年 – 1789年）の長男として、1765年8月21日に生まれた。1781年にエンサインとして近衛歩兵第1連隊に入隊、1783年に第45歩兵連隊に転じて大尉近衛兵になり、同年にさらに第34歩兵連隊に転じた後、1789年に少佐、ついで中佐に昇進、1794年に軍務から引退した。
1790年イギリス総選挙でキングストン・アポン・ハル選挙区から出馬して当選したが、病弱だったためか議会で演説した記録はなかった（投票記録はあった）。1802年2月9日に父が死去すると、セント・オールバンズ公爵の爵位を継承、貴族としてもホイッグ党員を支持し続けた。
1815年8月12日に死去、息子オーブリーが爵位を継承した。

## 家族
1788年7月9日、メアリー・モーセス（Mary Moses、1800年8月18日没、ジョン・モーセスの娘）と結婚、1女を儲けた。
- メアリー（1791年 – 1845年9月11日） - 1811年11月6日、第8代コヴェントリー伯爵ジョージ・コヴェントリーと結婚、子供あり

1802年8月15日、ルイーサ・グレース・マナーズ（1777年 – 1816年2月19日、ジョン・マナーズの娘）と再婚、1男を儲けた。
- オーブリー（1815年 – 1816年） - 第7代セント・オールバンズ公爵